# Procurador-Geral do Novo México
O Procurador-Geral do Novo México, um oficial executivo eleito do estado, supervisiona o Gabinete do Procurador-Geral do Novo México e atua como chefe do Departamento de Justiça do Novo México.
O titular do cargo, que deve ser um advogado licenciado, é o quinto consecutivo no cargo de Governador do Novo México, depois do Tenente Governador do Novo México, Secretário de Estado do Novo México, Presidente pro tempore do Senado do Novo México e o Presidente da Câmara dos Representantes do Novo México.
O Procurador-Geral do Novo México funciona como o diretor jurídico do estado, consultor jurídico do governo estadual, defensor do consumidor e guardião do interesse público.